# Kwas arsenawy
Kwas arsenawy (nazwa Stocka: kwas arsenowy(III)), H3AsO3 – nieorganiczny związek chemiczny z grupy kwasów tlenowych, w którym arsen występuje na III stopniu utlenienia. Jest produktem hydrolizy tritlenku diarsenu, As2O3. Kwas arsenawy występuje w roztworach wodnych i nie został wyodrębniony jako czysty związek. Jak wszystkie związki arsenu, jest trujący.
Kwas arsenawy jest kwasem słabym. Z zasadami tworzy sole, arseniny, zawierające, w zależności od stechiometrii, aniony [H2AsO3]−, [HAsO3]2− lub [AsO3]3−. Na widmie 1H NMR daje jeden sygnał, co wskazuje, że w przeciwieństwie do swojego analogu, H3PO3, nie ma tendencji do tworzenia tautomeru z ugrupowaniem H–As=O.